# بالوما إلسيسر
بالوما كاي شوكلي إلسيسر (بالإنجليزية: Paloma Elsesser)‏ (من مواليد 12 أبريل 1992) عارضة أزياء أمريكية بلس سايز، أحدثت ثورةً في مقاييس الجمال بعالم الموضة شارك في عرض أزياء فندي يقدم خياراتٍ تُراعي مختلف المقاسات وأشكال الأجسام.. لأول مرة في تاريخ دار فندي للأزياء، وقد مثل ظهورها على منصات العرض خطوة جريئة ومحفزة للدار الإيطالية بقيادة سيلفيا فينتوريني، المديرة الإبداعية للدار، التي تولت منصب المصمم الراحل كارل لاغرفيلد العام الماضي. ظهرت في حملات Glossier وأصبحت أيضًا وجه Fenty Beauty. كانت أيضًا على غلاف مجلة فوغ الأمريكية

## شأتها
ولدت إلسيسر في لندن ، إنجلترا لأم أميركية من أصل أفريقي وأب من أصول تشيلية سويسرية.

## الجوائز
في حفل توزيع جوائز الموضة لعام 2023، فازت إلسيسر بجائزة "عارضة العام".